# Бодминский зверь
Бодминский зверь — похожее на большую кошку животное, которое с 1983 года видели более 60 раз в местности Бодмин-Мур (Корнуолл, Англия).

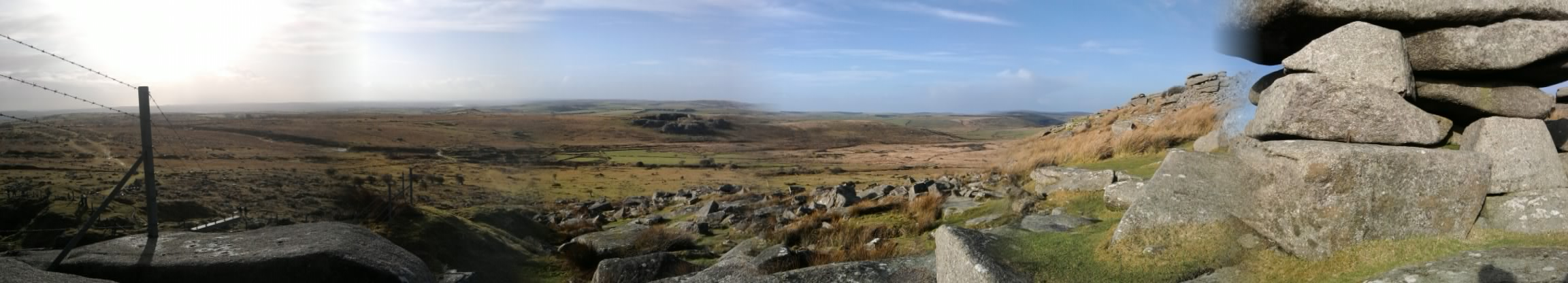
Бодмин-Мур

Считается, что зверь из Бодмина может быть большой кошкой (пантерой или пумой), сбежавшей из зоопарка или частной коллекции. Расследование, проведённое правительством в 1995 году, не выявило никаких свидетельств присутствия подобных животных, однако встречи с животным продолжались, имеются даже видеозаписи. Кроме того, зафиксировано несколько случаев убоя домашнего скота каким-то животным.
В 1995 году в Бодмин-Мур был найден череп большой кошки. Сотрудники Музея естествознания, исследовавшие череп, определили, что он действительно принадлежал молодому самцу леопарда, однако было установлено, что животное не было убито в Англии и что скорее всего череп попал в страну вместе с ковром из шкуры леопарда.
Учёные указывают, что обычно сообщения о обнаружении подобных животных являются недостоверными, поскольку для поддержания их численности необходимо наличие неправдоподобно большого числа особей в популяции. Кроме того, выживание сбежавших животных делают маловероятным неподходящий климат и сложности с добычей пищи.